# Slam (Joe Lynn Turner)
Slam è il settimo album solista di Joe Lynn Turner, pubblicato nel 2001 per l'etichetta discografica MTM Music. L'album è stato prodotto dallo stesso Turner e Bob Held.

## Tracce
1. Bloodsucker – 4:17
2. Eye for an Eye – 5:17
3. Deliver Me – 3:38
4. Heart of the Night – 5:03
5. Slam – 5:22
6. Dark Days – 3:58
7. Possession – 4:50
8. Show Yourself – 4:52
9. Cover Up – 3:40
10. Hard Time – 3:58
11. Evil – 4:26
12. Always Tomorrow – 4:29